# Gentiana rubicunda
Gentiana rubicunda är en gentianaväxtart som beskrevs av Adrien René Franchet. Gentiana rubicunda ingår i släktet gentianor, och familjen gentianaväxter.

## Underarter
Arten delas in i följande underarter:
- G. r. biloba
- G. r. purpurata